# 네트워크 운영체제
네트워크 운영체제(영어: network operating system, NOS)는 라우터, 스위치, 방화벽과 같은 네트워크 장치를 위한 특화된 운영체제이다. 네트워크와 네트워크 메시지를 (이를테면 패킷) 트래픽과 대기열(큐)을 제어하고, 여러 명의 사용자가 파일과 같은 네트워크 리소스에 접근할 수 있게 해 주며, 보안을 포함한 특정한 관리자 기능을 제공하는 소프트웨어이다.
알림 1: 네트워크 운영체제는 근거리 통신망과 광역 네트워크에 자주 쓰이지만 더 커다란 네트워크 시스템으로 향하는 응용 프로그램을 갖추기도 한다.
알림 2: OSI 모델의 상위 5 계층은 수많은 네트워크 운영체제를 기반으로 하는 토대를 제공한다.
NOS는 컨트롤 데이터 코퍼레이션의 사유 시분할 운영체제의 이름이었다. 1980년대 중반에 NOS는 64비트 사이버 180 시스템의 NOS/VE로 대체되었다.
네트워크 운영체제는 컴퓨터와 장치를 랜이나 인터넷에 연결하는 특별한 기능을 갖춘 운영체제이다.
잘 알려진 도스, 윈도를 위한 일부 네트워크 운영체제는 노벨 넷웨어, 윈도 NT, 2000, 2003, 2008 서버, 썬 솔라리스, IBM OS/2를 포함한다. 시스코 IOS (인터넷 운영체제) 또한 네트워크 장치의 인터넷 기능에 초점을 맞춘 네트워크 운영체제이다.

## 기능
네트워크 운영체제 기능들 가운데 일부는 다음과 같다:
- 프로세서, 프로토콜, 자동 하드웨어 감지, 응용 프로그램에 대한 멀티 프로세싱 지원과 같은 기본적인 운영체제 기능을 제공한다.
- 관리, 로그온 제한, 접근 제어와 같은 보안 기능을 제공한다.
- 파일, 인쇄, 웹 서비스, 백업 및 복원 서비스를 제공한다.

## 같이 보기
- 분산 운영 체제

## 참조
- 알림 1, 2 참조: 연방 표준 1037C